# Eddie van Marum
Eltje (Eddie) van Marum (Groningen, 25 mei 1968) is een Nederlandse politicus namens de BoerBurgerBeweging (BBB). Sinds 2 juli 2024 is hij staatssecretaris van Binnenlandse Zaken en Koninkrijksrelaties in het kabinet-Schoof. Van 29 maart 2023 tot 2 juli 2024 was hij Statenlid van Groningen. 

## Maatschappelijk leven

### Jeugd en opleiding
Van Marum werd geboren in de stad Groningen en groeide op op het Hogeland in Winsum. Zijn ouders hadden een belastingadvies- en administratiekantoor. Hij ging van 1981 tot 1985 naar de havo en vwo op de CSG Wessel Gansfort en van 1984 tot 1985 naar de christelijke mavo in Winsum en Baflo. Van 1986 tot 1990 ging hij naar de christelijke middelbare agrarische school in Groningen, die hij niet heeft afgerond.
Van 1992 tot 1993 volgde Van Marum een jachtopleiding. Van 2010 tot 2011 volgde hij een deeltijdmajor Natuur- en Landschapstechniek in Velp, waarmee hij is gestopt omdat het niet te combineren was met zijn werkzaamheden.

### Loopbaan
Van Marum was van 1989 tot 1990 naast student zelfstandig melker en veeverzorger op een melkveehouderij. Van 1990 tot 1991 was hij algemeen medewerker bij elektrotechnisch bedrijf Bolhuis in Baflo. Hierna ging hij in 1991 in militaire dienst bij het Korps Commandotroepen (KCT) op de Engelbrecht van Nassaukazerne in Roosendaal.
Van 1991 tot 2006 was Van Marum muskusrattenbestrijder bij de provincie Groningen. Van 2006 tot 2008 was hij weidevogelcoördinator bij de Agrarische Natuur Vereniging Stad en Ommeland. In 2007 keerde hij terug bij de provincie Groningen en werd hij er administratief en coördinerend rayonambtenaar muskusrattenbestrijding. Tot 2010 deed hij diverse werkzaamheden bij de provincie.
Van 2010 tot juli 2024 was Van Marum onder meer uitvaartverzorger, contra-expert op gebied van brand-, water-, storm- en mijnbouwschades en fauna-adviseur op gebied van agrarisch natuurbeheer, predatorenbeheer en veldmedewerker voor het vangen en zenderen van weidedieren en vogels. Naast zijn loopbaan was hij actief voor diverse verenigingen en stichtingen.

### Privéleven
Van Marum woont samen met zijn vriend in Niekerk. Hij heeft een zoon uit een eerdere relatie en is bonusvader van de twee dochters van zijn vriend. De voornaamste hobby van Van Marum is natuur. Zo houdt hij zich in zijn vrije tijd onder andere bezig met  jagen, vissen, natuurfotografie en het verzorgen van natuurexcursies.

## Politiek leven

### Statenlid van Groningen
Van Marum was namens de BoerBurgerBeweging (BBB) van 29 maart 2023 tot 2 juli 2024 Statenlid van Groningen. Namens deze partij voerde hij het woord over de portefeuilles landbouw, visserij, natuur, water, landschap en mijnbouwschade. Hij stond op plek 20 op de kandidatenlijst van de BBB voor de Europese Parlementsverkiezingen 2024 in Nederland en behaalde 2.860 voorkeurstemmen.

### Staatssecretaris Herstel Groningen
Namens de BBB is Van Marum sinds 2 juli 2024 staatssecretaris Herstel Groningen in het kabinet-Schoof. Hij werd verantwoordelijk voor herstel Groningen: schadeafhandeling, versterking; perspectief Groningen: coördinatie Sociale Agenda, Economische Agenda en verduurzamings-/ isolatieaanpak; communicatie en gezicht in Groningen bij nieuwe bevingen; wet- en regelgeving Groningen (Groningenwet incl. lagere regelgeving); de heffingen, procedures en arbitrages (NAM en Exxon) die voortkomen uit de kosten van de schadeafhandeling en versterking; Nationaal Coördinator Groningen (NCG); Instituut Mijnbouwschade Groningen (IMG); Adviescollege Veiligheid Groningen (ACVG).
- Parlement.com: vme3du6y9qzh